# Monestir de Nicula
El monestir de Nicula és un important centre de pelegrinatge al nord de Transsilvània. Es troba al poble de Nicula, al comtat de Cluj, als voltants de Gherla.
Una tradició no confirmada sosté que el monestir es va establir al segle XIV. La primera menció documental data de 1552, quan era un jaciment ortodox oriental. Una referència de 1659 assenyala que el monestir estava vacant. Es va fer grecocatòlica a finals del segle xviii, just després de la creació d'aquella església, i va ser dedicada a sant Nicolau. A la mateixa època es va produir una reestructuració radical, com ho testimonien una església de fusta de 1695, un iconòstasi de 1694 i una campana de 1696.
Antic lloc de pelegrinatge grecocatòlic, l'església del monestir va albergar al llarg del temps la famosa icona pintada l'any 1681 per l'artesà Luca d'Iclod. Segons un informe d'oficials austríacs, la icona havia estat vessant llàgrimes entre el 15 de febrer i el 12 de març de 1699. El 1713 el governador de Transsilvània Segimon Kornis va portar la icona a la residència noble del castell de Kornis a Benediugu Dejului, des d'on va arribar a Cluj.

## Història
El papa Climent XIII va concedir l'any 1767 la indulgència plenària als pelegrins grecocatòlics que viatjaven al monestir del poble de Nicula durant les festes marianes del 15 d'agost (Assumpció de la Mare de Déu) i del 8 de setembre (Nativitat de la Mare de Déu). L'any 1774 hi vivia un sol monjo. L'església de pedra del monestir es va construir al costat de l'església de fusta construïda anteriorment, entre 1875 i 1879, a càrrec de la diòcesi de Gherla. Dues agulles de 25 metres es van afegir l'any 1905. L'any 1928 el papa Pius XI va concedir a aquest santuari monàstic grecocatòlic l'estatus de santuari marià. L'any 1938 es va substituir l'iconòstasi, el mobiliari data de 1913, els murs es van reparar l'any 1925 i l'any 1925 es va construir un altar d'estiu. Hi ha una casa d'hostes de 1899, un espai per a pelegrins (1913-1920, 1927) i una residència de monjos (1926). L'església de fusta va cremar l'any 1973 i se'n va introduir una altra, datada al segle xviii.
A través de l'escola d'artesans d'icones del monestir de Nicula, Transsilvània va entrar en la tècnica de la pintura del vidre, originada a Bohèmia, Àustria i Baviera, zones on la tradició de la fabricació de vidre es va entrellaçar amb la religiositat popular catòlica.
El 1948, quan l'Església grecocatòlica va ser il·legalitzada pel naixent règim comunista, el monestir va ser confiscat per les autoritats i transferit a l'Església ortodoxa romanesa, que continua tenint-lo i utilitzant-lo.